# NGC 26
NGC 26 är en stavgalax i stjärnbilden Pegasus. NGC 26 har en ljus kärna och ljussvaga armar.